# Christian von Steven

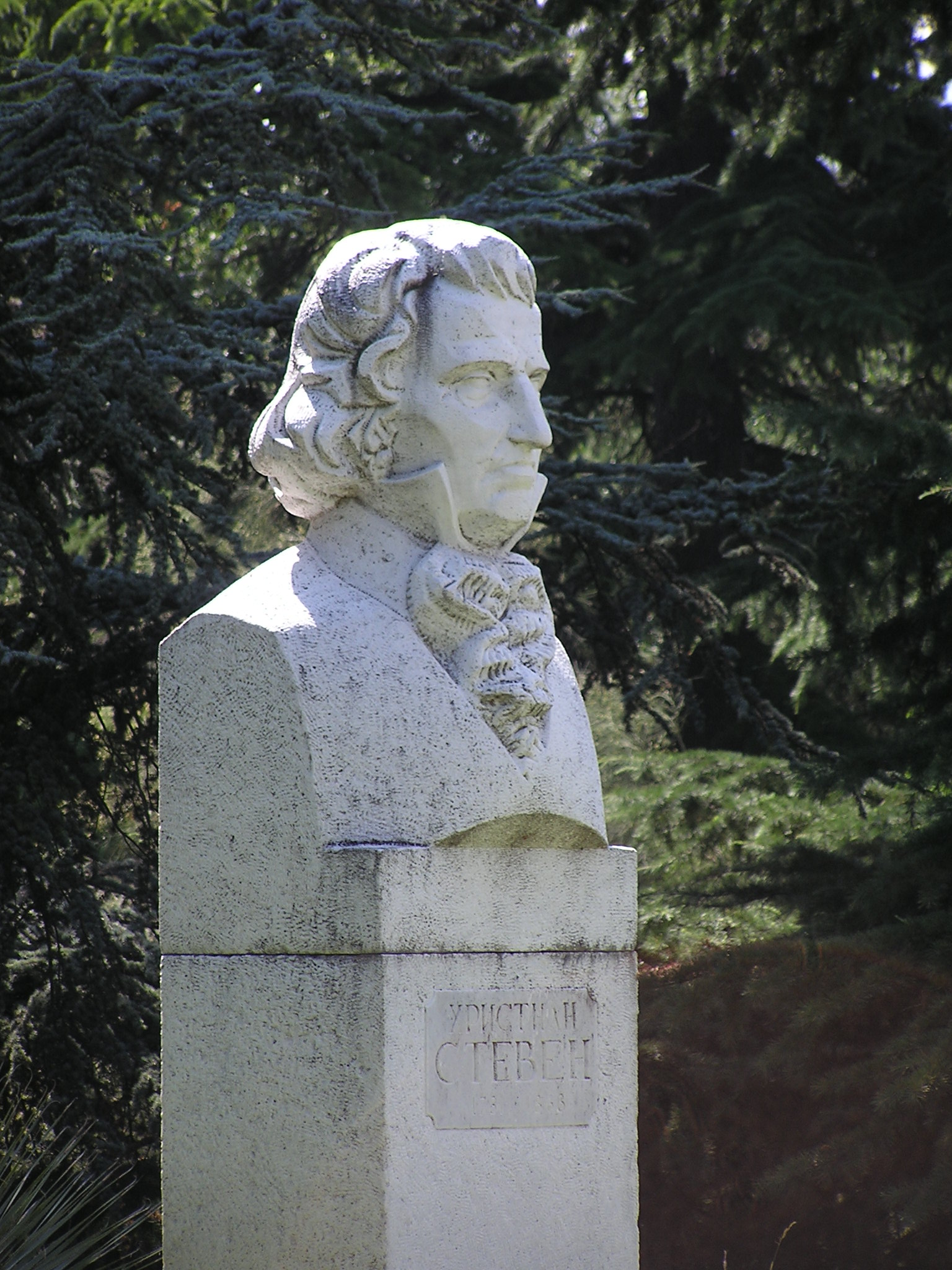
Christian von Steven

Christian von Steven (russisch Христиан Христианович Стевен / Christian Christianowitsch Stewen, wiss. Transliteration Christian Christianovič Steven) (* 19.jul. / 30. Januar 1781greg. in Fredrikshamn, Russland; † 18.jul. / 30. April 1863greg. in Simferopol) war ein finnlandschwedischer bzw. russischer Botaniker und Entomologe. Sein offizielles botanisches Autorenkürzel lautet „Steven“.  

## Leben und Wirken
Steven absolvierte 1799 die medizinisch-chirurgische Fakultät der Petersburger Akademie und arbeitete anschließend in einem Seidenraupenzuchtbetrieb im Kaukasus, wo er bis zum Assistenten des Inspektors aufstieg (1806). 1812 war er maßgeblich an der Gründung des Botanischen Gartens von Nikita auf der Krim beteiligt, dem er bis 1824 als Direktor vorstand. Er war zeitweise Kanzler der Universität Moskau. In Südrussland war er von 1826 bis 1851 als Leiter einer Seidenraupenzucht tätig.
1815 wurde er korrespondierendes und 1849 Ehrenmitglied der Russischen Akademie der Wissenschaften in St. Petersburg.

## Dedikationsnamen
Die Pflanzengattungen Stevenia Adams ex Fisch. aus der Familie der Kreuzblütler (Brassicaceae), dazu Stevenorchis Wankow & Kränzl. und Steveniella Schltr. aus der Familie der Orchideen (Orchidaceae) sind nach ihm benannt.  Ferner ist auch das Artepitheton der Paeonia steveniana Kemularia-Nathadse (Syn. Paeonia wittmanniana var. nudicarpa Schipcz., Paeonia daurica subsp. wittmanniana (Hartwiss ex Lindl.) D.Y. Hong) nach ihm gewählt.

## Werke (Auswahl)
- Monographia Pedicularis, 1822[3]
- Verzeichnis der auf der taurischen Halbinsel wildwachsenden Pflanzen, 1856–1857[3]